# Dysschema obscurata
Dysschema obscurata là một loài bướm đêm thuộc phân họ Arctiinae, họ Erebidae.